# Dar svatého Floriána
Dar svatého Floriána je groteska Karla Matěje Čapka-Choda, knižně vydaná roku 1902, zfilmovaná 1961.

## Příběh
Příběh vypráví o sedlákovi Floriánu Jírovcovi, který byl skrze svatého Floriána nadán zázračnou mocí řídit počasí. Následně se stane starostou, užívá si, je slavný. Zakrátko však ale pochopí, že ta moc mu nepřínáší nic dobrého.

## Vydání tiskem
Dar svatého Floriana vycházel v roce 1901 na pokračování v časopise Švanda dudák. V roce 1902 vyšel knižně v Nakladatelském družstvu Máje, společně s prózou Zvířátka a Petrovští.

## Filmová adaptace
- Florián (film, 1961) – československá komedie režiséra Josefa Macha z roku 1961.